# Francesco Zappa
Francesco Zappa (* in Mailand, Schaffensperiode von 1763 bis 1788) war ein italienischer Cellist und Komponist. Er galt als virtuoser Violoncello-Spieler.

## Leben
Über Zappas Leben ist wenig überliefert: Die bekannten Informationen stammen meist aus seinen Notenveröffentlichungen und Manuskripten. Zappa stand zunächst wohl in Diensten des sizilianischen Grafen Catani, dem er sein erstes Werk, 6 Triosonaten, widmete. Er arbeitete dann für den Herzog von York, dem er bei dessen Aufenthalt in Italien von November 1762 bis Mitte 1763 Musikunterricht gab. Als der Herzog 1767 verstarb, stand Zappa im Range eines maestro di musica (Kapellmeisters), wie dem Titel seiner Triosonaten Opus 2 zu entnehmen ist. Er scheint danach als Musikmeister nach Den Haag gegangen zu sein.
Im Jahre 1771 spielte er auf einer Konzertreise durch Deutschland in Danzig und am 22. September in Frankfurt am Main. 1781 fand eine weitere Konzertreise durch Deutschland statt, bei der er durch „seinen sanften und schönen Ton“ die Bewunderung der Zuhörer erweckte.
Ab dem Ende der 1780er Jahre war Zappa als Mâitre de musique à la Haye als Kapellmeister in Den Haag beschäftigt, für 1788 ist dies im Manuskript Quartetto concertante angegeben.

## Musikalisches Schaffen
Zappa komponierte Sinfonien, Trios, Sonaten, Divertimenti und Lieder, von denen einige nur noch zitiert, aber nicht mehr überliefert sind. In seinen Kompositionen bevorzugt er nach Köhler (1968) das Violoncello, dem er „dankbare Aufgaben“ zuweist.
Sein Werk wird von Guido Salvetti und Valerie Walden als lyrisch bezeichnet, sein Stil tendiere zu einer „... ernsten Weise, bei der die galanten Elemente durch klassische Würde“ abgemildert werden. Karl-Heinz Köhler bezeichnet Zappas Stil als vorklassisch und verweist auf Ähnlichkeiten zu Carl Philipp Emanuel Bach. Der virtuos gehaltene Stil des Violoncello werde durch Sforzato-Technik und Vorhalte akzentuiert.
Zappa zählte zu den führenden Violoncellisten seiner Zeit, seine Kompositionen für dieses Instrument waren technisch, musikalisch und stilistisch in den Niederlanden auf dem neuesten Stand.
Simon Murphy spielte 2009 mit der New Dutch Academy zwei Symphonien Zappas ein, die Symphonie in B-Dur Concertata Sinfonia à più Stromenti Obbligati (Die Cello Symphonie) und die Symphonie in D.

## Rezeption
Opus 1 und Opus 4 wurden 1984 von Frank Zappa als „erste digitale Aufnahme seit 200 Jahren“ auf dem Synclavier eingespielt und auf CD und Schallplatte unter dem Titel Francesco Zappa veröffentlicht.

## Werk
- Duette:
  - 6 Sonaten Klavier/Cembalo, als Opus 4a (Paris, ohne Jahr)
  - 6 Duette Violine, Violoncello/2 Violinen (Paris, ohne Jahr)
  - Duo für 2 Violoncelli, Ms., m. 5740, Sammlung Hausbibliothek

- Triosonaten, 2 Violinen und Bass
  - 6 Trios (London, 1765), als Opus 1 (Den Haag, ohne Jahr)
  - 6 als Opus 2 (London, ca. 1767)
  - 6 als Opus 3 (Paris, ohne Jahr)
  - 6 als Opus 4 (London, ohne Jahr)
  - 6 Sonates à deux Violons & Basse, (Den Haag, ohne Jahr), Sammlung Thulemeyer

- Andere Werke:
  - 6 Klaviersonaten, Opus 6 (Paris 1776), erwähnt bei Mendel (1879)
  - 6 Sinfonien (Paris, ohne Jahr)
  - 2 Romanzen, 1 Violine, Piccoloflöte, als Opus 4 (Den Haag, ohne Jahr)
  - 2 Romanzen, 1 Violine (Den Haag)
  - A-Wgm, D-Bds, I-Mc
  - Sonate für Violoncello, Mus. ms. 23490, Berlin Stiftung Preußischer Kulturbesitz
  - Sinfonia con Violoncello obligato Nr. 1 für 2 Violinen, Viola, Violoncello obligata, 2 Oboen, 2 Hörner, Ms., m. 5737, Sammlung Hausbibliothek
  - Quartetto Concertante für 2 Violinen, Viola, Violoncello, „composta all Aya li 8 Liuglio 1788“, Ms. m. 5740, Sammlung Hausbibliothek